# Table d'hôte

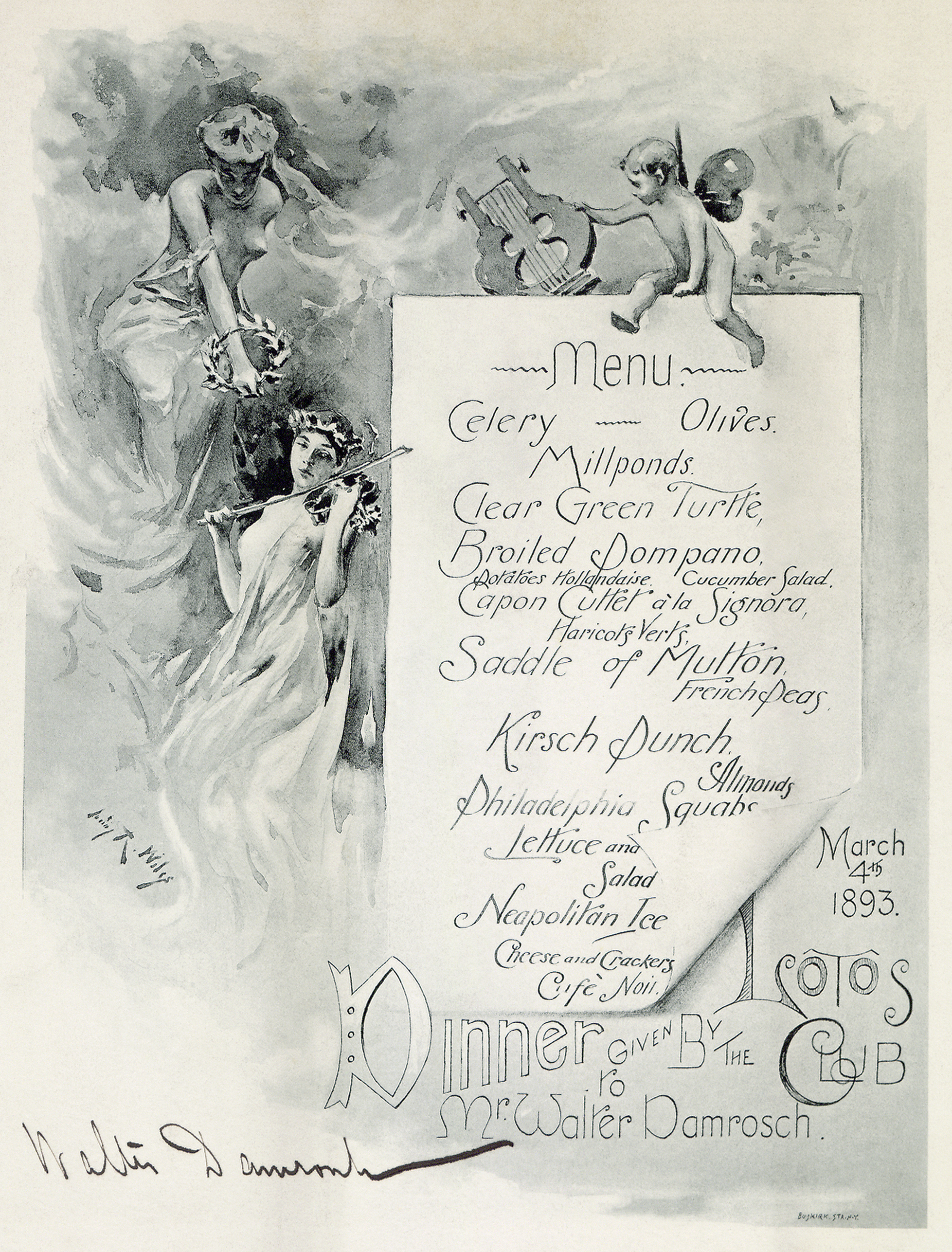
Menú del restaurant Lotos Club, New York City, (1893).

Table d'hôte és un gal·licisme que significa "taula d'hoste". Es tracta d'una terminologia de restaurant per a indicar un tipus de menú on es pot triar entre diferents plats i això fa que sigui de preu fix. És com un menú casolà que s'ofereix als convidats sense cap tria possible. Aquest menú se sol denominar també com a menu de prix fixe. Com que el menú és establit anticipdament, la coberteria sobre la taula està també disposada per a tots els plats del menú.

## Aplicació internacional[calcitació]
En alguns restaurants es continua d'aplicar el table d'hôte, però el més habitual és una barreja combinada entre a la carta i table d'hôte. A Espanya és comú de triar entre un aplec tancat de primers plats i de segons (una mena de darreries) que s'anomena menú del dia, essent igualment un menú de preu fix. En alguns casos els menús turístics amb l'objectiu d'oferir una varietat de plats sense espantar el client en la tria solen oferir un table d'hôte tancat com a degustació. Al Japó es practica aquest concepte i l'anomenen teishoku  (定 食). A França se sol relacionar amb la chambre d'hôte (hotel amb esmorzar).